# 奧爾謝拉峰

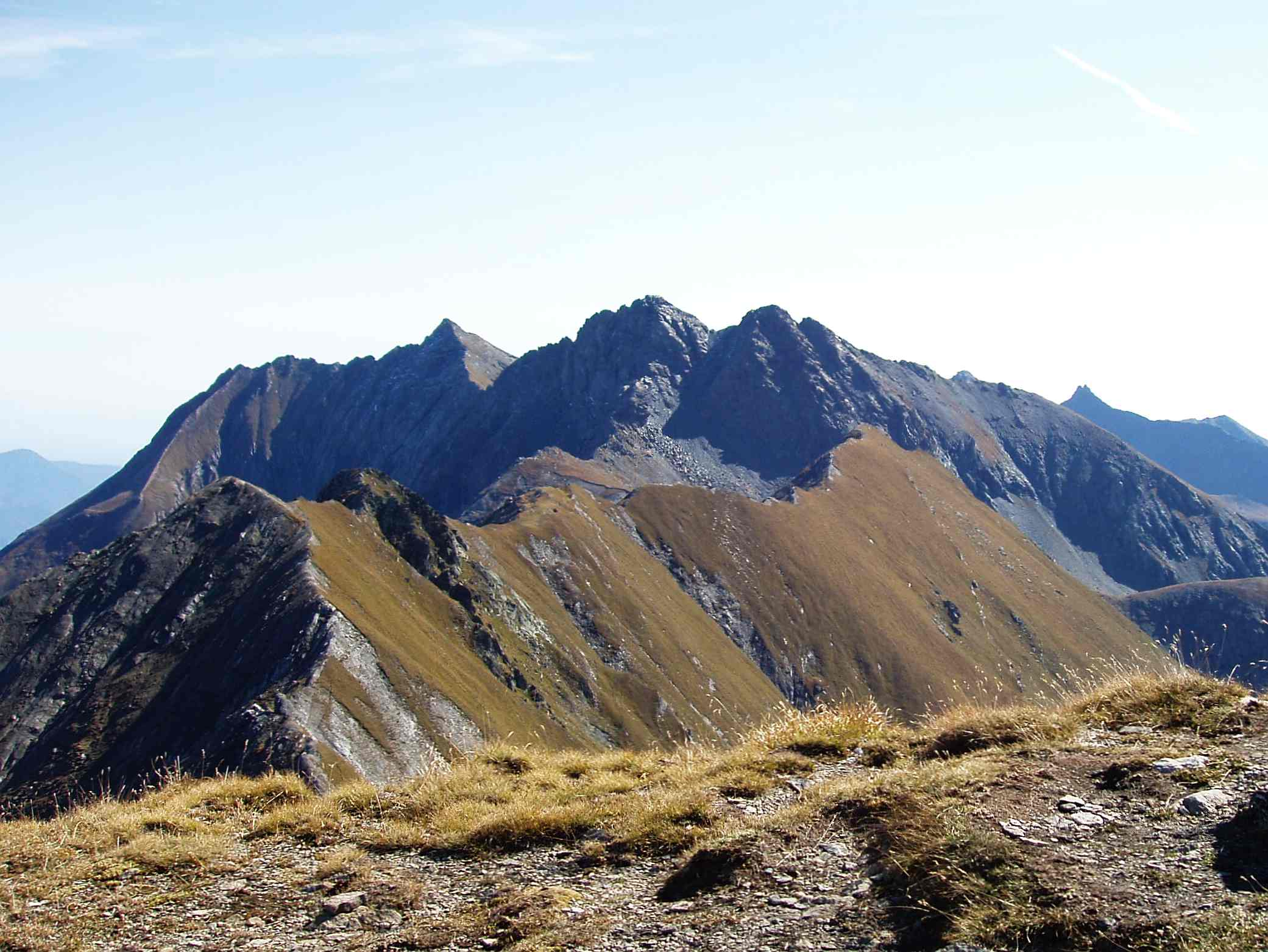

45°03′53″N 07°06′24″E / 45.06472°N 7.10667°E
奧爾謝拉峰（義大利語：Monte Orsiera），是意大利的山峰，位於該國西北部，由皮埃蒙特大區負責管轄，屬於科蒂安阿爾卑斯山脈的一部分，海拔高度2,890米，每年平均降雨量1,287毫米。